# Lukas Grill
Lucas Roman Grill, född 9 februari 1993, är en tysk fotbollsspelare. 
Han skrev i mars 2014 på ett tvåårskontrakt med Mjällby AIF. Tidigare spelade Grill för Bayern München II.